# William Gudykunst
William B. Gudykunst (26 de octubre de 1947 en Manning - 20 de enero de 2005 en Laguna Beach) fue un profesor americano de comunicación interpersonal e intercultural. Autor y editor de más de 28 libros, incluyendo Theorizing About Intercultural Communication, Asian American Ethnicity and Communication, y Cross-cultural and Intercultural Communication. Igualmente, tuvo más de 200 publicaciones entre capítulos de libros y artículos académicos, varios de estos publicados por el International Journal of Intercultural Communication and Human Communication Research. Publicó 90 papers para International Communication Association.

## Obras literarias
| Libro                                                                    | Publicación           | Otros autores                                  |
| ------------------------------------------------------------------------ | --------------------- | ---------------------------------------------- |
| Communicating with Strangers: An Approach to Intercultural Communication | 1984                  | Young Yun Kim                                  |
| Methods for Intercultural Communication Research                         | abril de 1984         |                                                |
| Culture and interpersonal communication                                  | noviembre de 1988     |                                                |
| Bridging Differences: Effective Intergroup Communication                 | marzo de 1991         |                                                |
| Bridging Japanese/North American Differences                             | 17 de marzo de 1990   | Tsukasa Nishida                                |
| Building Bridges: Interpersonal Skills for a Changing World              | 30 de agosto de 1994  | Stella Ting-Toomey Sandra Sudweeks Lea Stewart |
| Asian American ethnicity and communication                               | octubre de 2000       |                                                |
| Communication Yearbook 25                                                | 11 de octubre de 2000 |                                                |
| Bridging differences                                                     | 2003                  |                                                |
| Theorizing About Intercultural Communication                             | septiembre de 2004    |                                                |

## Asian American ethnicity and communication
En su libro Asian American Ethnicity and Communication, ''William B. Gudykunst''  analiza la manera de comunicarse de los asiáticos estadounidenses y cómo estos están influenciados. A diferencia de otros autores, Gudykunst centra su estudio en la comunidad asiática que reside en Estados Unidos, específicamente en el sur de California. Su investigación se enfoca en los cinco grupos étnicos asiáticos más numerosos de Estados Unidos: chinos, filipinos, japoneses, coreanos y vietnamitas. Por este motivo, se realiza una comparación entre estas etnias no solamente con el fin de evitar la generalización del trato hacia todas las culturas asiáticas, sino también para encontrar sus puntos en común y sus diferencias.  
De esta manera, se afirma que cada grupo étnico tiene una manera específica de comunicarse, y esta no solo depende de su herencia cultural, sino también del país en el cual residen. En este libro también se resaltan las generalizaciones de la comunidad asiática, como su sentido colectivista, la comunicación de bajo contexto y la importancia de construir relaciones personales sólidas y duraderas.

## Teorías sobre la comunicación Intercultural
William B. Gudykunst fue un ilustre profesor de Ciencias de la Comunicación, distinguido por sus teorías del contexto cultural; nombrado como uno de los principales estudiosos del mundo de la comunicación Intercultural.
En su obra de “Teorizar sobre la comunicación intercultural”:

Una imagen que muestra apreciaciones del desarrollo en situaciones específicas. Todo esto respecto del contexto de los valores y prácticas sujetas a este.

Constan varios enfoques para incorporar la cultural en las teorías de la comunicación. Primero, la cultura puede componerse con el proceso de comunicación en las teorías de la comunicación. Segundo, las teorías pueden diseñarse para realizar una descripción de cómo la comunicación varía entre culturas. Y tercero, se pueden forjar teorías para explicar la comunicación entre personas de otras culturas.
El autor facilita una excelente y una amplia visión general de principales teorías que actualmente se usan y examina cómo todas estas también apoyan la base para futuras investigaciones en el área de Comunicación; el autor William B. Gudykunst reúne dichas teorías clave que han moldeado e influenciado la comunicación intercultural humana. “Teorizar sobre la comunicación intercultural” es un excelente texto para garantizar un buen estudio sobre la comunicación intercultural, teoría de la comunicación y estudios culturales.
Los contribuyentes a este texto incluyen individuos que realmente desarrollaron las teorías cubiertas en el libro. Cada uno de los colaboradores resalta la evolución, el desarrollo y la aplicación de la teoría para proporcionar una visión completa y contemporánea del campo.

## Comunicación en las Relaciones Personales entre Culturas.
Gudykunst enfoca en los diferentes aspectos de la comunicación en las relaciones personales en las culturas Asiáticas, de América del Sur y de África,también describe varios aspectos de la comunicación dentro de regímenes totalitarios como el de Corea del Norte. Se dirige en parte,  a la manera en que varias de estas culturas son influenciadas por otras al momento de  implementar métodos de comunicación.
En  el capítulo 5  Communication in Personal Relationships in Japan describe por medio del trabajo académico de Tsukasha Nishida la comunicación en relaciones personales de la cultura japonesa. En los años 70 , la cultura comunicacional de Japón estaba marcada por patrones teóricos de Estados Unidos, sin embargo , en los años 80 y 90, a medida que evolucionan las teorías de comunicación a manos de autores japoneses, la comunicación empezó a centrarse en las raíces de la cultura japonesa y poco a poco, adoptó nuevos métodos de comunicación, los cuales definen la comunicación en las relaciones personales de Japón en la actualidad.Al retomar la cultura japonesa, se revisaron aspectos de la comunicación que antes no encajaban en el modelo americano que se habían propuesto los autores. Los aspectos más relevantes son : las actitudes de la cultura japonesa y los estilos de comunicación no verbal. Gracias a esto se pudieron visualizar con mayor claridad las diferencias significativas entre las culturas norteamericanas y japonesas.
En primer lugar , se encuentran las actitudes de la cultura japonesa.Entre ellas se encuentran: las actitudes hacia la naturaleza, las actitudes hacia las relaciones interpersonales que describe su cultura embarazosa, y las actitudes hacia la comunicación en general.
En segundo lugar, están los estilos de comunicación japoneses. Entre ellos se encuentran: las pausas y silencios característicos, los gestos y otros aspectos que representan el sentido ético y moral de la cultura comunicacional japonesa.

## La Influencia de la Cultura y la Fortaleza de la Identidad Cultural en Valores individuales de Japón y Estados Unidos.
Gudykunst & Nishida (2000) condujeron dos investigaciones con el fin de examinar la influencia de la interacción entre cultura y fortaleza de la identidad cultural, en los valores basados en individualismo-colectivismo  a nivel personal. El primer estudio demostró que la cultura y la  fortaleza de identidad interactúan con valores como : libertad, placer,reconocimiento social y abnegación. Los resultados del segundo estudio indicaron que la cultura y la fortaleza de identidad interactúan con los valores de : independencia, armonía y aceptación de tradiciones.
Los individuos aprenden valores por medio del proceso de socialización , y es afectado por los valores culturales a los que están expuestos. Los valores culturales proveen a los individuos con pautas de las maneras aceptadas para alcanzar metas en diferentes situaciones e influye en normas culturales (Gudykunst ;2000). Una manera de analizar los valores culturales es a través del individualismo-colectivismo cultural, que indica si los individuos se sienten o no identificados con su cultura, de manera encarecida o débil.
Respecto a los valores culturales,las culturas individualistas enfatizan las metas del individuo por encima de las del grupo, y tienden a asumir responsabilidad por ellos mismos y su familia inmediata solamente, mientras que las culturas colectivistas se enfocan en las metas grupales antes que en las individuales y se responsabilizan de cuidar por los demás a cambio de lealtad (Hofstede;1980). Gudykunst & Nishida en su trabajo de 1994, coinciden en que Estados Unidos representa una cultura individualista , y que Japón es un ejemplo de cultura colectivista.
Dentro de la fortaleza de la identidad cultural de los individuos, ésta debería influenciar en los valores individuales que tienen las personas debido a que involucra el grado de importancia de la cultura como determinante de como son como personas. Los resultados de los estudios se utilizan para poner a prueba esta predicción respecto a la identificación cultural.